# Liste der Banken in Sambia
Dies ist eine Liste der Banken in Sambia.

## Finanzmarkt allgemein
Vom Finanzvolumen her betrachtet wird Sambia von vier ausländischen Banken dominiert, die über ein spärliches aber landesweites Filialnetz verfügen. Der Finanzsektor selbst ist klein. Das Verhältnis der Geldmenge M2 zum BSP beträgt 10 Prozent, das der Bankeinlagen zum BSP 22 Prozent, wobei staatliche Einlagen den größten Teil ausmachen. Die Investitionskredite sind angesichts der hohen Inflationsraten sehr kurzfristig und werden deshalb ständig neu verhandelt.

## Zentralbank
- Bank of Zambia (BOZ), Lusaka

## Handelsbanken
- Bank of China (Zambia), Lusaka (ausländische Bank)
- Barclays Bank of Zambia, Lusaka (ausländische Bank)
- Cavmont Capital Bank, Lusaka (Entwicklungsbank)
- Citibank Zambia, Lusaka (ausländische Bank)
- Development Bank of Zambia, Lusaka (Entwicklungsbank)
- Finance Bank Zambia, Lusaka
- First Alliance Bank, Lusaka
- Indo-Zambia Bank, Lusaka (joint venture Indien-Sambia)
- Internationale Bank für Wiederaufbau und Entwicklung, Lusaka (Entwicklungsbank)
- Lima Bank, Lusaka (Entwicklungsbank)
- National Savings and Credit Bank of Zambia, Lusaka
- Stanbic Bank Zambia, Lusaka (ausländische Bank)
- Standard Chartered Bank (Zambia), Lusaka (ausländische Bank)
- Zambia Export and Import Bank, Lusaka
- Zambia National Commercial Bank, Lusaka

## Weiterer privater Finanzsektor
- zwei Immobilienfonds
- sieben Versicherungen
- neun Pensionsfonds

## Bankensystem in Sambia allgemein

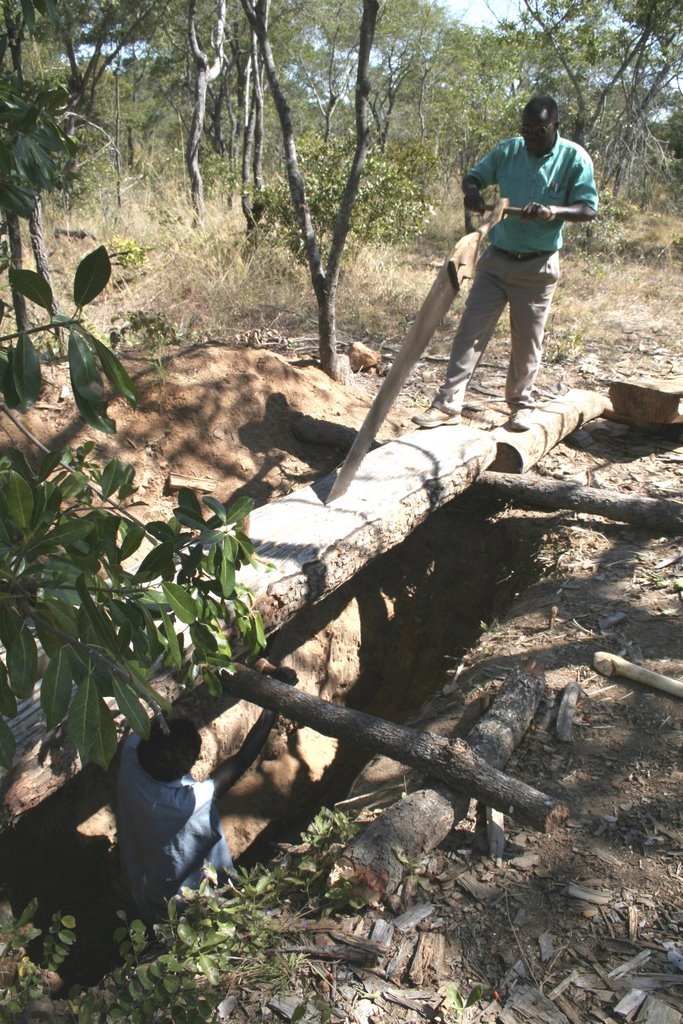
Kleines Unternehmen in Sambia

Das staatliche Bankensystem war subventioniert. Als die sambische Regierung diese Unterstützung ab 1993 entzog, folgte fast unmittelbar eine Bankenkrise. 1995 wurden folgende Banken wegen zu geringer Kapitaldeckung geschlossen, um das Vertrauen in das sambische Bankensystem nicht weiter zu untergraben:
- Prudence Bank, Lusaka (in Liquidation 1994)
- Meridien Bank Limited, Lusaka (in Liquidation 1995)
- African Commercial Bank Limited, Lusaka (in Liquidation 1995)
- Commerce Bank Limited, Lusaka (in Liquidation 1995)

In der Folge wurde 1996 die Capital Adequacy Regulation erlassen, die für alle Banken ein Mindestkapital von 2 Mrd. Kwacha vorschreibt. Generell basiert das sambische Bankensystem auf dem Banking and Financial Services Act von 1994.
Damit war die Krise jedoch nicht bewältigt. Es folgten:
- Chase Trust Bank, Lusaka (in Liquidation 1997)
- Prudence Bank, Lusaka (in Liquidation 1997)
- Credit Africa Bank, Lusaka (in Liquidation 1997)
- Manifold Investment Bank, Lusaka (in Liquidation 1997)
- First Merchant Bank, Lusaka (in Liquidation 1998)
- Union Bank, Lusaka (in Liquidation 2005)

Bisher war das sambische Bankensystem nahezu vollständig auf die Finanzierung industrieller Projekte beschränkt. Der Bereich der Konsumentenkredite wurde den Familien und den Kredithaien überlassen. Das hat sich seit dem Jahr 2000 geändert. Vor allem kirchennahe Organisationen wie die ökumenische Entwicklungsgenossenschaft Oikocredit und Projekte wie das von Muhammad Yunus mit der Grameen Bank in Bangladesch führten den Entwicklungshilfeorganisationen die enorme Potenz von Mikrokrediten für die Entwicklung eines Landes vor Augen. Damit bewegt sich das sambische Bankensystem erstmals in die Breite, denn das monetäre Vorstellungsvermögen eines afrikanischen Kleinbauern umfasst ein Blechdach, ein Fahrrad, Kunstdünger, Saatgut. Es ist mit 1.000 US-$ im Jahr erschöpft. Weiter reicht die Bedürfnisskala selten. Darüber hinaus trägt es der afrikanischen Gewohnheit Rechnung, dass jeder, der Schulden hat, in der Familie um Geld bitten darf, wer Geld hat, dies jedoch in der Familie zur Verfügung zu stellen hat. Mikrokredite sind daher der ideale Ansatzpunkt, Investitionen zu fördern und weiteres Kapital für sie zu akkumulieren. Sie müssen nur zu Zinssätzen bereitgestellt werden, die keine Schuldknechtschaft zur Folge haben. Dafür scheint mit der Lima Bank und der Cavmont Capital Bank im Speziellen und der veränderten Kreditvergabe nicht nur der Finance Bank Zambia und der National Savings and Credit Bank of Zambia im Allgemeinen zumindest ein Ansatz gefunden worden zu sein. Wie weit der trägt, wird sich erst in zehn Jahren zeigen.